# ريبو! الأوبرا الجينية
ريبو! الأوبرا الجينية (بالإنجليزية: Repo! The Genetic Opera)‏ هو فيلم رعب تم إنتاجه في الولايات المتحدة وصدر في سنة 2008. الفيلم من إخراج دارن لين بوسمان.

## بطولة
- أليكسا فيغا
- سارة برايتمان
- باريس هيلتون

## القصة
```
في المستقبل القريب - في عام 2056 - يدمر وباء فشل الأعضاء البشرية الكوكب. ومن هذه المأساة، يظهر منقذ: شركة جينكو، وهي شركة تكنولوجيا حيوية تقدم عمليات زراعة الأعضاء مقابل ثمن. أما أولئك الذين يتخلفون عن سداد مدفوعاتهم فيتم تحديد موعد لاسترداد أعضائهم ومطاردتهم من قبل رجال الريبو الأشرار. في عالم يدمن فيه مدمنو الجراحة على العقاقير المسكنة للألم ويقر القانون القتل، تبحث فتاة شابة محمية عن علاج لمرضها النادر عن معلومات حول تاريخ عائلتها الغامض. بعد أن تنجرف إلى عالم شركة جينكو، ولا تستطيع العودة إلى الوراء، حيث تجد إجابة لجميع أسئلتها في الحدث المذهل الذي ينتظره الجميع: الأوبرا الجينية.
[
1
]
```

## تصوير
- بدأ التصوير الرئيسي في سبتمبر 2007 في كندا. [2]

- كان من المقرر عرض الفيلم في 25 أبريل 2008 ، ولكن تم تأجيله إلى 7 نوفمبر. [3]

أنتج زعيم إكس جابان ويوشيكي الموسيقى التصويرية ، إلى جانب تأليف مسار إضافي للفيلم.
- كما شغل منصب مدير الموسيقى وأحد المنتجين التنفيذيين للفيلم.

- كان بول ماس هو المدرب الصوتي للممثلين في الموسيقى التصويرية للفيلم.

## الميزانية والإيرادات
بلغت تكلفة إنتاج الفيلم حوالي 8.5 مليون دولار بينما حقق أرباحا تقدر بـ 188,126 دولار.

## وصلات داخلية
- إكس جابان

## وصلات خارجية
- ريبو! الأوبرا الجينية على موقع IMDb (الإنجليزية)
- ريبو! الأوبرا الجينية على موقع ميتاكريتيك (الإنجليزية)
- ريبو! الأوبرا الجينية على موقع روتن توميتوز (الإنجليزية)
- ريبو! الأوبرا الجينية على موقع ألو سيني (الفرنسية)
- ريبو! الأوبرا الجينية على موقع Turner Classic Movies (الإنجليزية)
- ريبو! الأوبرا الجينية على موقع أول موفي (الإنجليزية)
- ريبو! الأوبرا الجينية على موقع بوكس أوفيس موجو (الإنجليزية)
- ريبو! الأوبرا الجينية على موقع فيلمافينيتي (الإسبانية)
- ريبو! الأوبرا الجينية على موقع قاعدة بيانات الفيلم (الإنجليزية)
- ريبو! الأوبرا الجينية على موقع ليتربوكسد (الإنجليزية)

1. ↑  قصة "ريبو! الأوبرا الجينية" موقع imdb.com، اطلع عليه في 12-05-2025.  نسخة محفوظة 2023-12-23 على موقع واي باك مشين.
2. ↑  "Paris Hilton Gets Movie Musical Role". The Washington Post. 31 يوليو 2007. مؤرشف من الأصل في 2017-11-08. اطلع عليه بتاريخ 2009-02-12.
3. ↑  Repo! The Genetic Opera (2008) soundtrack - IMDb، مؤرشف من الأصل في 2019-06-10، اطلع عليه بتاريخ 2019-05-04